# Bitva u Varny
Bitva u Varny, zvaná též „bitva národů u Varny“, nebo také „první bitva národů“, se konala 10. listopadu 1444 poblíž Varny ve východním Bulharsku a jednalo se o závěrečný střet s Osmany během takzvané Varnské křížové výpravy. V této bitvě turecká vojska pod vedením sultána Murada II. porazila převážně polská a uherská vojska pod vedením Vladislava III. a Jana Hunyadiho. Neúspěch této křížové výpravy zpečetil osud Konstantinopole.

## Příčiny bitvy
Po neúspěšné výpravě proti Bělehradu (1440–1442) turecký sultán Murad II. podepsal desetileté příměří s Uherskem. Tento čas využil pro uklidnění stavu v Karamanském bejliku v Anatólii a v září 1444 odstoupil z funkce ve prospěch svého dvanáctiletého syna Mehmeda II.
Navzdory smlouvě o příměří Uhersko s Benátkami a papežem Evženem IV. zorganizovali novou křížovou armádu. Když se o výpravě dozvěděl Mehmed, vyzval, vědom si svého mladého věku a nezkušenosti, svého otce Murada, aby se ujal znovu trůnu. Ten to zprvu odmítal, ale jeho syn mu napsal: „Pokud jste sultán Vy, veďte Vaše vojska, jestliže jsem sultán já, přikazuji Vám, abyste vedl moje vojska.“ Murad se tedy postavil do čela armády.

## Střetnutí

### Armády

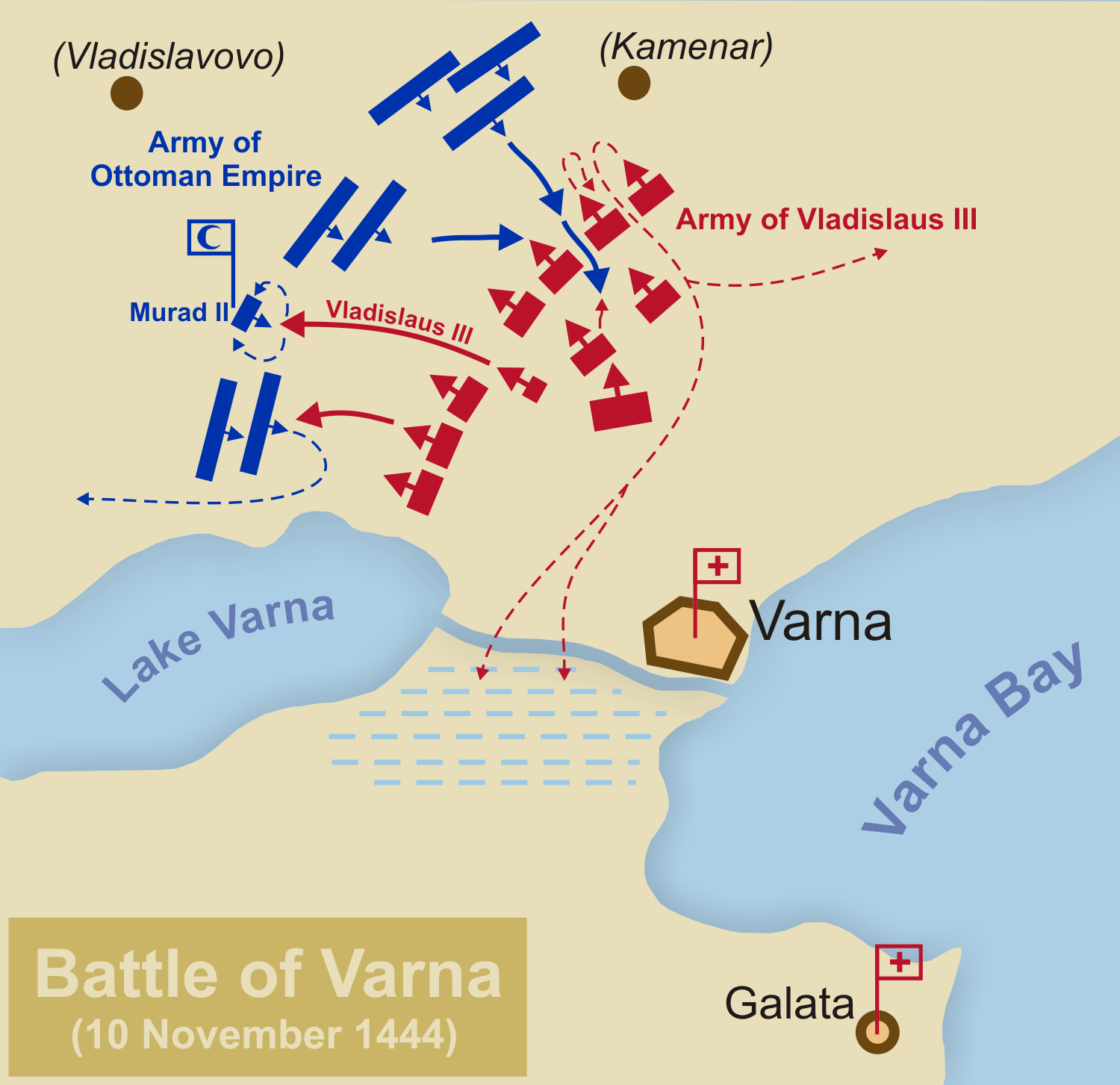
Plán bitvy

Smíšená křesťanská armáda čítající asi 24 000 mužů skládající se především z polské a uherské armády ale i z českých oddílů, papežských rytířů, Bosňanů, Srbů, Chorvatů, Bulharů, Rumunů a Rusínů se střetla s početně téměř trojnásobnou osmanskou armádou. Uherská armáda byla převážně slabě vyzbrojena a slíbené posily z Valašska a Albánie nepřišly. Benátky slíbily, že budou Turkům blokovat cestu přes Bospor, což nedodržely a dokonce je přepravily přes bosporskou úžinu. Bitvy se zúčastnil také český oddíl čítající 400 mužů, vedení hejtmanem Janem Čapkem ze Sán. Byli to bývalí husité, kteří zde bojovali jako žoldnéři. Měli s sebou klasickou vozovou hradbu, jejíž vozy sloužily i jako zásobovací kolona.

### Bitva
Bitva měla několik fází. Zprvu získali Turci převahu na křesťanském pravém křídle, nicméně na levém křídle křižáci dominovali a po rozprášení Turků zachránili dočasně situaci i napravo. Vypadalo to, že postupně ovládnou bojiště. Sultán Murad II., který se s janičáry nacházel v palisádou opevněném středu, dokonce už uvažoval o ústupu. V ten okamžik zaútočil se svou těžkou jízdou Vladislav III. na opevněný turecký střed ve snaze zajmout sultána a získat slávu, avšak byl při tom zabit a následně dekapitován. Kromě něj zahynulo mnoho těžkých jezdců a Turci získali zpět svou ztracenou iniciativu. Situace se definitivně obrátila. Dezorganizovaná vojska křižáků začala prchat nebo ustoupila za vozovou hradbu. Turci zcela ovládli bojiště. Začalo pronásledování prchajících a druhý den přišel na řadu i úspěšný útok na vozovou hradbu. Rozhodné vítězství Turků bylo završeno.

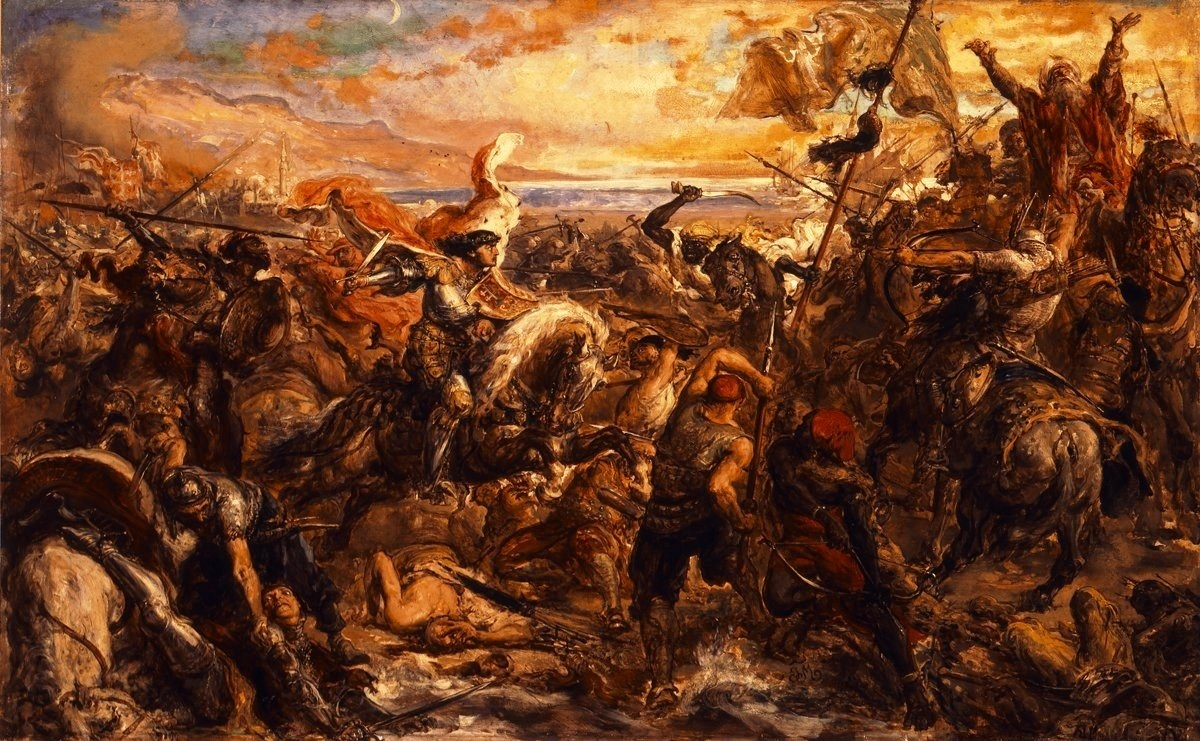
Bitva pod Varnou, Jan Matejko, 1879
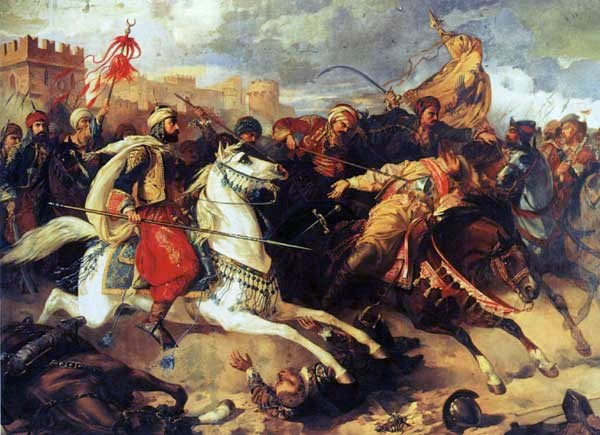
Bitva u Varny, Stanislaw Chlebowski, 1885
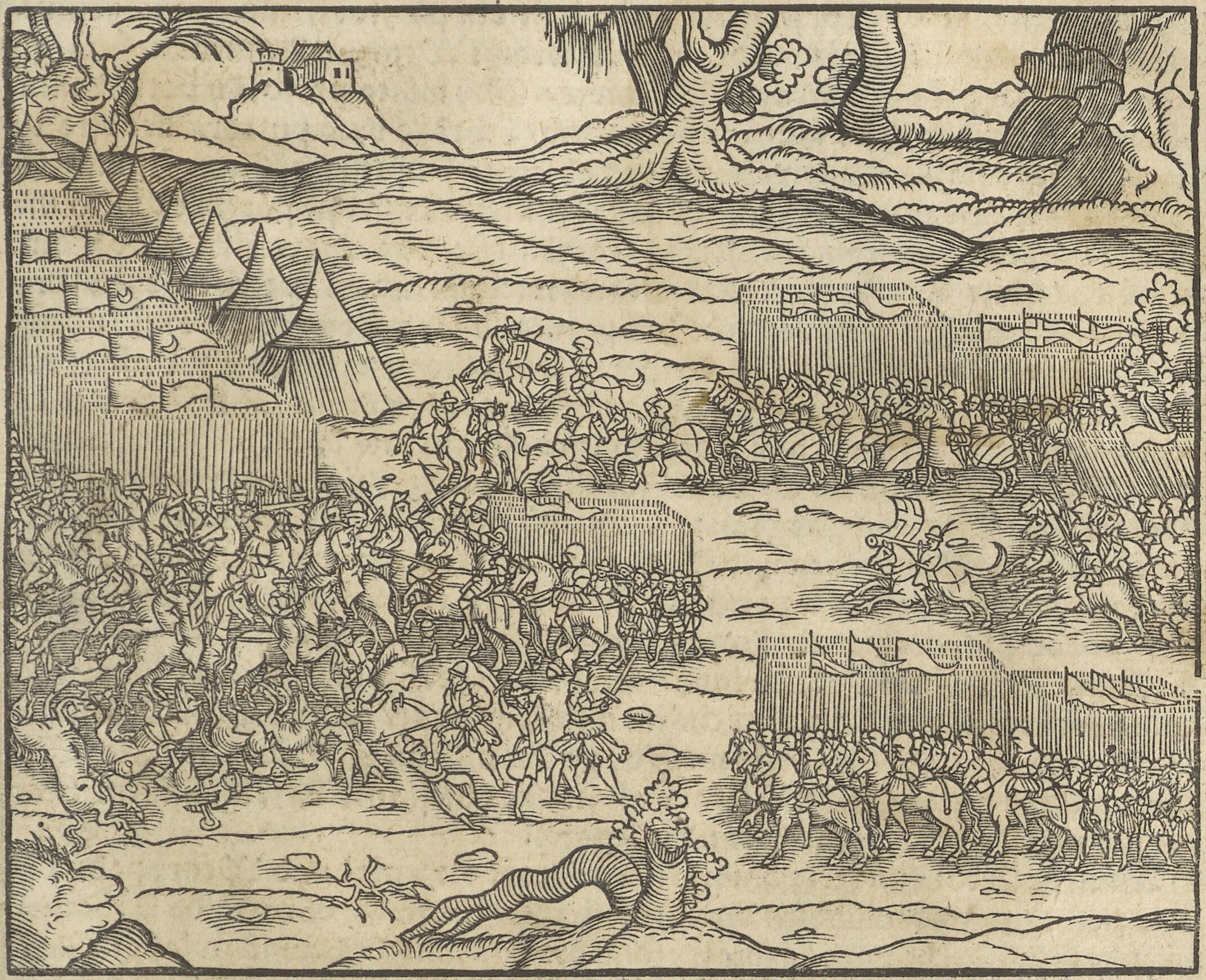
Bitva u Varny v Kronice Polska, Marcin Bielskii, 1597
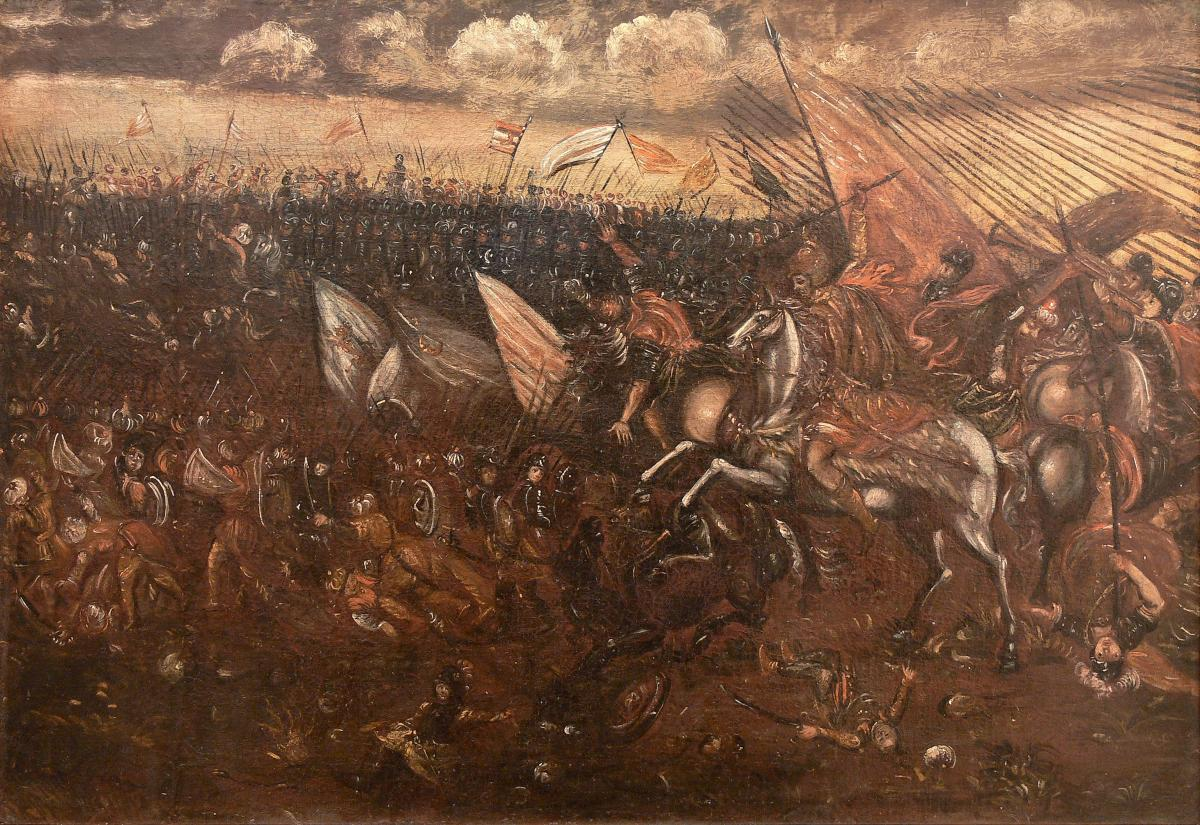
Bitva pod Varnou, autor neznámý

## Následky

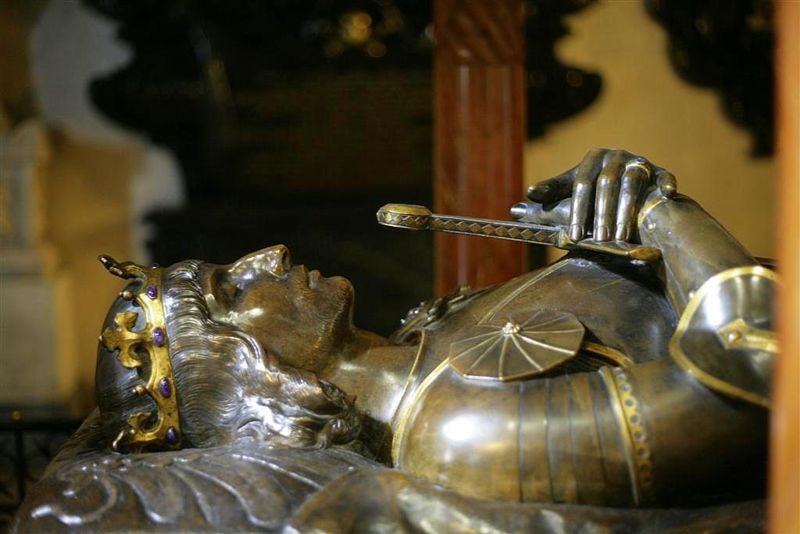
Vladislavův kenotaf v katedrále na Wawelu

Asi polovina spojenecké armády zahynula nebo byla zraněna. Smrt Vladislava III. v bitvě způsobila, že Čechy a Uhersko zůstaly v rukou teprve čtyřletého Ladislava Pohrobka. Sám Vladislav se stal hrdinou nejen polským, ale i bulharským. Jeho tělo se nenašlo, hlavu sultán naložil do medu a ještě dlouhé roky ji ukazoval návštěvám.
Porážka spojeneckých vojsk znamenala pro jihovýchodní Evropu konec nadějí na vymanění se z nadvlády Osmanské říše.